# Arteon
Arteon – ogólnopolski miesięcznik poświęcony sztukom plastycznym. Wydawany od 2000 przez poznański Dom Wydawniczy Kruszona. Celem pisma jest informowanie o współczesnym życiu kulturalnym z zakresu sztuk wizualnych i pobudzanie krytycznej refleksji na jego temat, a także popularyzacja sztuki współczesnej i dawnej, zarówno polskiej, jak i zagranicznej wśród szerokich grup społecznych z ukierunkowaniem na młodzież licealną i akademicką.  
Wydania „Arteonu” w latach 2013-2019 dofinansowano ze środków Ministra Kultury i Dziedzictwa Narodowego. Wydawanie pisma zostało zawieszone z końcem 2019 roku.

## Stałe rubryki
W każdym numerze w rubryce „Wydarzenia” publikowane są recenzje najciekawszych wystaw odbywających się w kraju i za granicą, bądź artykuły wprowadzające w ich tematykę. „Sztuka młodych” to miejsce dla wybranych przez redakcję młodych artystów, którzy odpowiadają na pytania ankiety oraz prezentują swoje prace. Teksty omawiające twórczość młodych artystów pojawiają się także w rubryce „Rekomendacje”. „Dossier”, to rubryka przeznaczona dla artystów starszego pokolenia. W rubryce „Zaprojektowane” jest miejsce na artykuły o dizajnie, a w „Komentarzach” - o szkodliwych zjawiskach i dostrzeżonych absurdach świata sztuki. W rubryce „Czytanie sztuki” przybliżane są znaczenia konkretnych dzieł, a przed czytelnikami odkrywany jest analityczny warsztat historyka sztuki. „Serie”, to składające się z kilku artykułów omówienia wybranych zagadnień, jak np. kolekcjonowanie w Polsce, polscy rzeźbiarze eksportowi, eksperyment w fotografii czy wpływ kultury japońskiej na sztukę europejską. Na łamach „Arteonu” publikowane są także rozmowy z przedstawicielami świata sztuki, recenzje książkowe oraz informacje o bieżących wydarzeniach.

## Nagrody i wyróżnienia
Stylistyka okładek „Arteonu” była kilkukrotnie doceniana przez jury konkursu GrandFront (organizowanego przez Izbę Wydawców Prasy pod patronatem ministra kultury) na prasową okładkę roku.
- 2003: I nagroda i wyróżnienie
- 2004 – 2006: wyróżnienia
- 2007: złoty medal oraz wyróżnienie
- 2009: II nagroda
- 2010: II i III nagroda
- 2011: I nagroda
- 2013: wyróżnienie

## Nagroda „Arteonu”
Od początku istnienia pisma przyznawana jest co roku Nagroda „Arteonu”, której laureatami byli między innymi: Piotr Wysocki, Piotr Bosacki oraz grupa The Krasnals, Grzegorz Gwiazda, Laura Makabresku, Natalia Rybka. Powoływana co roku Kapituła przyznawała Nagrodę na podstawie nominacji przysłanych przez przedstawicieli świata sztuki z całej Polski.  

## Patron
„Arteon” patronuje imprezom w ważnych instytucjach artystycznych w Polsce, ale także wielu konkursom, które odkrywają i promują talenty (m.in. Henkel Art. Award, Biennale Sztuki Młodych „Rybie Oko”, Przegląd Młodej Sztuki „Świeża Krew”, Biennale Malarstwa „Bielska Jesień”, wrocławski Konkurs im. Eugeniusza Gepperta). Za patronowanie licznym przedsięwzięciom kulturalnym oraz promowanie młodych artystów i ich twórczości w 2004 „Arteon” otrzymał tytuł Mecenasa Kultury „Patron”.

## Redaktorzy naczelni
Od marca 2014  do końca grudnia 2019 roku obowiązki redaktor naczelnej pełniła Karolina Staszak. W latach (2006-2010) (od nr. 4/2012 do nr. 2/2014) redaktorem naczelnym „Arteonu” był Piotr Bernatowicz. Wcześniej funkcję tę pełnił artysta malarz Paweł Łubowski (1999-2006) oraz Magdalena Moskalewicz (2011) (nr. 3/2012).